# Оранжисти
Ред оранжиста (енгл. Orange Order) је протестантско братство са седиштем у Белфасту, у Северној Ирској. Основано је 1796. у част енглеско–ирско–шкотског протестантског краља холандског порекла Вилијама Оранског, који је поразио војску католичког краља Џејмса II у бици на Бојну 1690. Иако му је седиште у Северној Ирској, ред је присутан у Шкотској низији и има ложе широм Комонвелта и САД.
Политички, Ред оранжиста је политички снажно повезан са унионизмом. Ред себе сматра браниоцем протестантских грађанских и верских слобода, док критичари оптужују ред за изазивање подела, тријумфализам и супремализам. Не-протестанти не могу да постану чланови овог друштва, осим ако су сагласни да се придржавају принципа оранжисма и да се конвертују.
Годишњицу битке на Бојну, 12. јул, оранжисти обележавају низом парада и маршева, што изазива револт католика и доводи до сукоба са полицијом.